# Miglos
Miglos (en occitano Miglós) es una comuna francesa donde se encuentran las poblaciones de Arquizat, Norgeat y  Norrat. Se halla en la región de Mediodía-Pirineos, departamento francés del Ariège, en el distrito de Foix. 
A sus habitantes se le denomina por el gentilicio Miglosiens.

## Lugares de interés
- Vestigios de un castillo cátaro de principios del siglo XIII, construido sobre un peñasco rocoso de  750 m de altura.
- Iglesia románica de Arquizat, dedicada a Saint Hilaire.